# Adam Michał Zamoyski
Adam Michał Zamoyski, celým jménem Adam Michał Ludwik Gonzaga Marek hrabě Zamoyski (18. června 1873 Podzamczie u Maciejowic – 23. října 1940 Varšava), byl polský státoprávní aktivista, šlechtic, velkostatkář, voják, diplomat a sokolský tělovýchovný činovník.

## Život
Narodil se do kozłowské linie polské šlechtické rodiny Zamojských na území ruského kongresového Polska. Jejich panství bylo založeno Konstantinem Zamojským v roce 1903 na rodovém fideikomisu zámku Kozłówka v okrese města Lubartów.

## Vojenská kariéra
V letech 1904–1905 bojoval rusko-japonské válce. Po vypuknutí první světové války působil ve velitelské hodnosti korneta u kavalérie ruské imperiální armády, kde se stal pobočníkem ruského velkoknížete Nikolaje Nikolajeviče Romanova. Později působil jako ruský vojenský atašé ve spojeneckých zemích. V roce 1917 se ve Francii podílel na založení polské modré armády. Po roce 1919 se jako velitel účastnil Hornoslezského povstání. V roce 1920 organizoval plebiscit ve Varmii a Mazursku.

## Tělovýchova
Po skončení polsko–sovětské války v roce 1921 působil v mnoha pozicích tělovýchovných organizací založených na spolupráci s nově konstituovanou polskou armádou. Byl místopředsedou polovojenské organizace Liga protivzdušné a chemické obrany. Byl prezidentem Varšavské veslařské společnosti. V letech 1923–1936 působil jako starosta polského Sokola. Působil také jako místopředseda Svazu Slovanského sokolstva. V roce 1924 poskytl svůj zámek pro přípravu polských sportovců na letní olympijské hry v Paříži. V letech 1933–1940 působil jako prezident Mezinárodní gymnastické federace.